# Arcadia (альбом Элисон Краусс)
Arcadia — студийный альбом Элисон Краусс, восьмой совместный с её блюграсс- и кантри-группой Union Station, выпущенный 28 марта 2025 года лейблом Down the Road. Он является первым альбомом группы за четырнадцать лет, после альбома Paper Airplane 2011 года, и первым альбомом Элисон Краусс после Raise the Roof, её коллаборации с Робертом Плантом в 2021 году. Это последний проект группы с Дэном Тымински и первый с новым участником Расселом Муром. Альбом был спродюсирован группой и предварялся синглами «Looks Like the End of the Road» и «Granite Mills».

## История
Во время интервью в подкасте Toy Heart with Tom Power Краусс объявила, что новый альбом с Union Station выйдет в 2025 году.
Альбом «Arcadia» был официально анонсирован 29 января и выйдет 28 марта 2025 года на Down the Road records. Рассел Мур присоединился к группе для записи этого альбома и последующего тура, заменив давнего участника Дэна Тымински, который не смог принять участие из-за конфликтов с расписанием, хотя одна из его песен вошла в проект. В своём заявлении по поводу альбома Краусс пояснила: «В этой музыке рассказываются истории прошлого. Это идея „старых добрых времён, когда времена были плохими“. Здесь так много храбрости, доблести, верности, мечты, семьи и тем человеческого существования, которые были рассказаны определённым образом, когда были живы наши бабушки и дедушки. Кто-то спросил меня: „Как ты поёшь эти трагические мелодии? Я должна. Это призвание. Я чувствую себя привилегированным посланником чужой истории. И я хочу услышать, что произошло“». Краусс также рассказала, что «Looks Like the End of the Road», первый сингл альбома, который был выпущен вместе с анонсом, был первым треком, который она нашла, и благодаря которому остальная часть альбома «встала на свои места», отметив, что песня «была настолько живой, что я слышала, как ребята уже играли её».
«Granite Mills», второй сингл альбома, содержит вокал нового участника Рассела Мура. Говоря о треке, Краусс объяснила: «Джерри, Рон, Барри и я встретились, когда Дэн Тымински покинул группу, и Джерри спросил меня: „Что ты думаешь?“. Я ответила: „Рассел Мур“, и они все сказали: „Конечно!“. Я не мог поверить, когда мы вошли в студию и его голос зазвучал из колонок. Он просто стоит и поёт, засунув руки в карманы, и он убивает. Первой песней, которую он исполнил, была „Granite Mills“, и примерно через 10 минут Рон прикрыл рот рукой, потому что начал хихикать. Рассел вошёл и вдохновил нас всех».

## Композиция
В десятитрековую программу вошли песни, собранные Краусс во время перерыва в работе группы. Первая из них, которую она выбрала, «The End of the Road» Джереми Листера, открывает альбом и задаёт тон мрачной истории об отчаянии и разочаровании. Все треки, за исключением двух, написаны в минорной тональности разными композиторами, а их тексты подчёркивают душевную боль, перемены, трудности, исторические трагедии и многое другое. Брат Краусс Виктор Краусс (который также играет на фортепиано) сочинил тревожную «The Hangman», написанную на стихи Мориса Огдена. В ней звучат банджо, фортепиано и аркобас, а Мур исполняет трогательный, тоскливый вокал. Есть мечтательный оттенок в «Wrong Way» Тымински и Роберта Ли Каслмана — это пронзительная баллада в среднем темпе с добро в качестве двигателя, поддерживающего душераздирающий вокал Краусс. Мур берёт на себя лидерство в традиционной «Granite Mills» со струнными, аранжированными Крауссом. Это баллада, основанная на пожаре на мельнице в Массачусетсе в 1874 году, в которой прослеживается кельтский фолк и драйвовый, атмосферный блюграсс. «Richmond on the James» — это мелодия времён Гражданской войны, представленная сложным пульсом мандолины, который в конце концов переходит к банджо, а Краусс передаёт звонкие удары скрипки в качестве дополнительного ритма под басом. Перед соло Краусс Дуглас выдаёт извилистые, непокорные аккорды. Её брат написал песню «One Ray of Shine» в соавторстве с Сарасом Сискиндом, а мандолину исполнил Адам Стеффи. Это угрюмая баллада, повествующая о героине-затворнице, которая предпочитает людям дерево во дворе и жаждет одного-единственного луча солнца. В композиции JD McPherson «North Side Girl» Мур также исполняет старинный, свингующий кантри-блюз с убойной работой на добро, скрипкой и мандолиной. Он претендует на авторитет благодаря своему выразительному, сопереживающему и резонирующему инструменту. Песня Каслмана «Forever» — это панихида по возлюбленной по случаю их расставания. Дуглас накладывает реверберацию на свой добро, а скрипка Краусс отвечает страстью. Мур играет в «Snow», тоскливой блюграссовой песне с потрясающей работой скрипки, добро и банджо. Другая завершающая композиция альбома, великолепная, томная «A Light Up Ahead», также написана Листером. Нежный, но властный голос Краусс дарит проблеск надежды под аккомпанемент добро и гитары, а затем вступает бас для соло Дугласа и Тымински.

## Отзывы
| Оценки критиков | Оценки критиков |
| Источник        | Оценка          |
| --------------- | --------------- |
| Allmusic        | [ 4 ]           |
| The Guardian    | [ 5 ]           |

Альбом Arcadia получил в целом положительные отзывы музыкальной критики и интернет-изданий. 
В четырёхзвёздочной рецензии для The Guardian Китти Эмпайр заявила, что «звезда блюграсса и группа воссоединились с новой совокалисткой в этом элегантном, но сдержанном сюжете, опирающемся на корни старого времени и более современные проблемы», высоко оценив постановку, вокал Краусс и Мура и тематику выбранных песен.
Том Джурек из Allmusic отметил, что «Arcadia — это долгожданное возвращение Краусс и Union Station; здесь они переосмысливают американскую традиционную музыку в контексте современной эстетики производства, но при этом звучат кинетично и совершенно органично».

## Коммерческий успех
Первый за 14 лет студийный альбом Элисон Краусс и группы Union Station занял первое место в списке альбомов в стиле блюграсс Bluegrass Albums, набрав 10 000 эквивалентных единиц, включая 9 000 продаж альбомов, по данным Luminate. Это седьмой № 1 Краусс (и пятый чарттоппер вместе с Union Station). Он также занимает 13-е место в списке альбомов в стиле американа/фолк Americana/Folk Albums и 29-е место в списке лучших кантри-альбомов Top Country Albums.

## Список композиций
| №                   | Название                         | Автор(ы)                          | Длительность |
| ------------------- | -------------------------------- | --------------------------------- | ------------ |
| 1.                  | «Looks Like the End of the Road» | Jeremy Lister                     | 3:39         |
| 2.                  | «The Hangman»                    | Viktor Krauss Maurice Ogden       | 3:37         |
| 3.                  | «The Wrong Way»                  | Robert Lee Castleman Dan Tyminski | 3:35         |
| 4.                  | «Granite Mills»                  | Timothy Eriksen                   | 3:40         |
| 5.                  | «One Ray of Shine»               | V. Krauss Sarah Siskind           | 4:03         |
| 6.                  | «Richmond on the James»          | G. T. Burgess Alison Krauss       | 3:27         |
| 7.                  | «North Side Gal»                 | JD McPherson                      | 2:36         |
| 8.                  | «Forever»                        | Castleman                         | 3:39         |
| 9.                  | «Snow»                           | Bob Lucas                         | 3:23         |
| 10.                 | «There's a Light Up Ahead»       | Lister                            | 4:13         |
| Общая длительность: | Общая длительность:              | Общая длительность:               | 35:52        |

## Участники записи
- Элисон Краусс — вокал, скрипка
- Барри Бейлс — пианино, бас, продюсирование (все треки); тенор-вокал (треки 1-6, 8-10), бас-вокал (7)
- Джерри Дуглас — добро, лэп-стил-гитара, продюсирование
- Рон Блок — акустическая гитара, банджо, продюсирование (все треки); тенор-вокал (7)
- Элисон Краусс — ведущий вокал, скрипка, гармонический вокал, струнные, продюсирование
- Рассел Мур — ведущий вокал, баритон-вокал, продюсирование
- другие

## Позиции в чартах
| Чарт (2025)                                  | Высшая позиция |
| -------------------------------------------- | -------------- |
| Нидерланды (Album Top 100)                   | 92             |
| Германия (Offizielle Top 100)                | 56             |
| Шотландия (Scottish Albums Chart)            | 13             |
| Швейцария (Schweizer Hitparade)              | 41             |
| Великобритания (UK Digital Albums Chart)     | 7              |
| 4                                            |                |
| Великобритания (UK Country Albums Chart)     | 1              |
| Великобритания (UK Independent Albums Chart) | 6              |
| США (Billboard 200)                          | 156            |
| США (Billboard Independent Albums)           | 23             |
| США (Billboard Top Bluegrass Albums)         | 1              |
| США (Billboard Top Country Albums)           | 29             |